# Ohey
Ohey (valonă Ohè) este o comună francofonă din regiunea Valonia din Belgia. Comuna Ohey este formată din localitățile Ohey, Évelette, Goesnes, Haillot, Jallet și Perwez. Suprafața sa totală este de 56,62 km². La 1 ianuarie 2008 comuna avea o populație totală de 4.457 locuitori. 
Comuna Ohey se învecinează cu comunele Andenne, Huy, Gesves, Marchin, Clavier și Havelange.

## Localități înfrățite
- Franța: Sainte-Colombe.